# Танигава, Кодзи
Кодзи Танигава (яп. 谷川浩司 Танигава Ко:дзи) — профессиональный игрок в сёги, 9 дан, 17-й пожизненный мэйдзин. Общепризнанный мастер ёсэ, автор множества книг по ёсэ. Президент NSR с 2012 по 2017 год.

## Биография
- 6.4.1962: Родился в городе Кобэ префектуры Хиого.
- 1973: Поступил в Сёрэйкай, получив 5 кю. Учился у Масакадзу Вакамацу 7 дана.
- 1975: 1 дан.
- 1976: 4 дан.
- 1984: 9 дан.
- 1997: 17-й пожизненный мэйдзин.
- 2009—2011: Глава кадрового состава профессиональных игроков в сёги (включая женщин).
- 2011—2012: Управляющий директор Японской ассоциации сёги (NSR)
- Декабрь 2012 — январь 2017: президент NSR[1][2].

## Титулы
| Титул   | Сезоны завоеваний            | Число титулов |
| ------- | ---------------------------- | ------------- |
| Рюо     | 1990—1991, 1996—1997         | 4             |
| Мэйдзин | 1983—1984, 1988—1989, 1997   | 5             |
| Ои      | 1987, 1989—1991, 2002—2003   | 6             |
| Одза    | 1990                         | 1             |
| Кисэй   | 1991-2, 1992-1, 1992-2, 2001 | 4             |
| Кио     | 1985, 1987, 2003             | 3             |
| Осё     | 1991—1995                    | 4             |

- Всего титулов: 27 (4-е место после Хабу, Оямы и Накахары)
- Участий в финальных матчах: 57
- Нетитульных побед в турнирах: 22[4].
- Самый молодой игрок из завоёвывавших титул мэйдзин (в 21 год)
- 32 сезона в лиге класса А

## Ученики
- Рюма Тонари[яп.], 7 дан.